# Émilie Lesbros
Émilie Lesbros (auch: Miss Elie; * 30. November in Marseille) ist eine französische Sängerin, die im Bereich des Jazz, des Gothic Metal und der Neuen Improvisationsmusik hervorgetreten ist.

## Wirken
Lesbros war früh in unterschiedlichsten Projekten aktiv, die sich mit Rockmusik, Punk oder Elektronischer Musik beschäftigten. Im Alter von 20 Jahren begann sie auf dem Konservatorium Jazz und klassische Musik zu studieren.
Seit 2002 arbeitete sie mit Barre Phillips in verschiedenen Konstellationen. Daneben sang sie in der Rockband Rosa (The Gift, 2005) und arbeitete als Studiomusikerin im Metalbereich. Die Sängerin trat seit 2005 in Soloperformances auf. Mit Frantz Loriot und Pascal Niggenkemper bildete sie das Trio Speaking Tube.
Weiterhin arbeitete sie mit Raymond Boni, Daunik Lazro, Xavier Charles, Eve Risser, David Allen, Sarah Bernstein, Hélène Breschand, Hasse Poulsen, Sabir Mateen und Mara Rosenbloom. 2011 veröffentlichte sie ihr Soloalbum Attraction terrestre. In ihrer Gruppe Single Room (mit Julia Kent und Rafaelle Rinaudo) widmet sie sich exzentrischer Popmusik.
Lesbros ist auch auf Alben von Pascal Niggenkemper (vision7), Darius Jones (Le bébé de Brigitte), Penumbra, Tristania und Sirenia zu hören.

## Diskographische Hinweise
- ROSA The Gift (Kolia Production) 2007
- E.M.I.R.  Evertide Europa Jazz Festival 11 (2011, mit Barre Phillips, Catherine Jauniaux, Lionel Garcin, Laurent Charles, Emmanuel Cremer, Patrice Soletti, Charles Fichaux, Francois Rossi)
- Attraction terrestre (DFragment / Full Rhizome 2011)
- Electric Pop Art Ensemble Postcards (Alambic Music, 2015)
- Miss Elie Sorbsel Sings Émilie Lesbros (Sorbsel production, 2015, mit JJ Jungle, Hassan Hurd)